# UFC Fight Night: Arlovski vs. Barnett
UFC Fight Night: Arlovski vs. Barnett (også kendt som UFC Fight Night 93) var et MMA-stævne, produceret af Ultimate Fighting Championship, der blev afholdt den 3. september 2016 i Barclaycard Arena i Hamburg i Tyskland.

## Baggrund
Efter at have afholdt 4 tidligere stævner i Tyskland (Köln, Oberhausen og Berlin 2 gange), var dette stævne det første organisationen afholdte i Hamborg.
En sværvægtsduel mellem tidligere UFC-sværvægtsmestre, Andrei Arlovski og Josh Barnett var hovedkampen.
Stævnet havde 5 skandinaviske kæmpere på programmet hvoraf 2 var danske. I stævnets anden hovedkamp besjerede svenske Alexander Gustafsson, polske Jan Błachowicz på en enstemmig afgørelse med dommerstemmerne: 30–27, 30–27, 30–27.
Danske Nicolas Dalby kæmpede ved dette stævne sin sidste UFC-kamp i karrieren da han i weltervægt blev besejret af tyske Peter Sobotta på en enstemmig afgørelse med dommerstemmerne 30–26, 30–26, 30–26.
Danske Christian Colombo kæmpede uafgjort mod syriske Jarjis Danho med dommerstemmerne: 28–28, 28–28, 29–27,
Norske Emil Weber Meek skulle ifølge planerne have mødt nykommeren Jessin Ayari til stævnet. Men, Meek blev fjernet fra kampen den 20. juli på grund af problemer med UFC’s Anti-Doping Policy. En uge senere, blev han erstattet af nykommeren: Jim Wallhead.

## Bonus awards
De følgende kæmpere blev belønnet med $50,000 bonuser:
- Fight of the Night: Josh Barnett vs. Andrei Arlovski
- Performance of the Night: Josh Barnett and Ryan Bader

## International tv-transmittering
| Land    | Tv-kanal         |
| ------- | ---------------- |
| Denmark | Viaplay Fighting |
| Norway  | Viaplay Fighting |
| Sweden  | Viaplay Fighting |